# Nasieniotok
Nasieniotok (łac. spermatorrhöe) – mimowolny wypływ nasienia bez towarzyszącego orgazmu. Według Dorland's Illustrated Medical Dictionary termin przestarzały, równoznaczny z polucją.